# Geo Bontinck

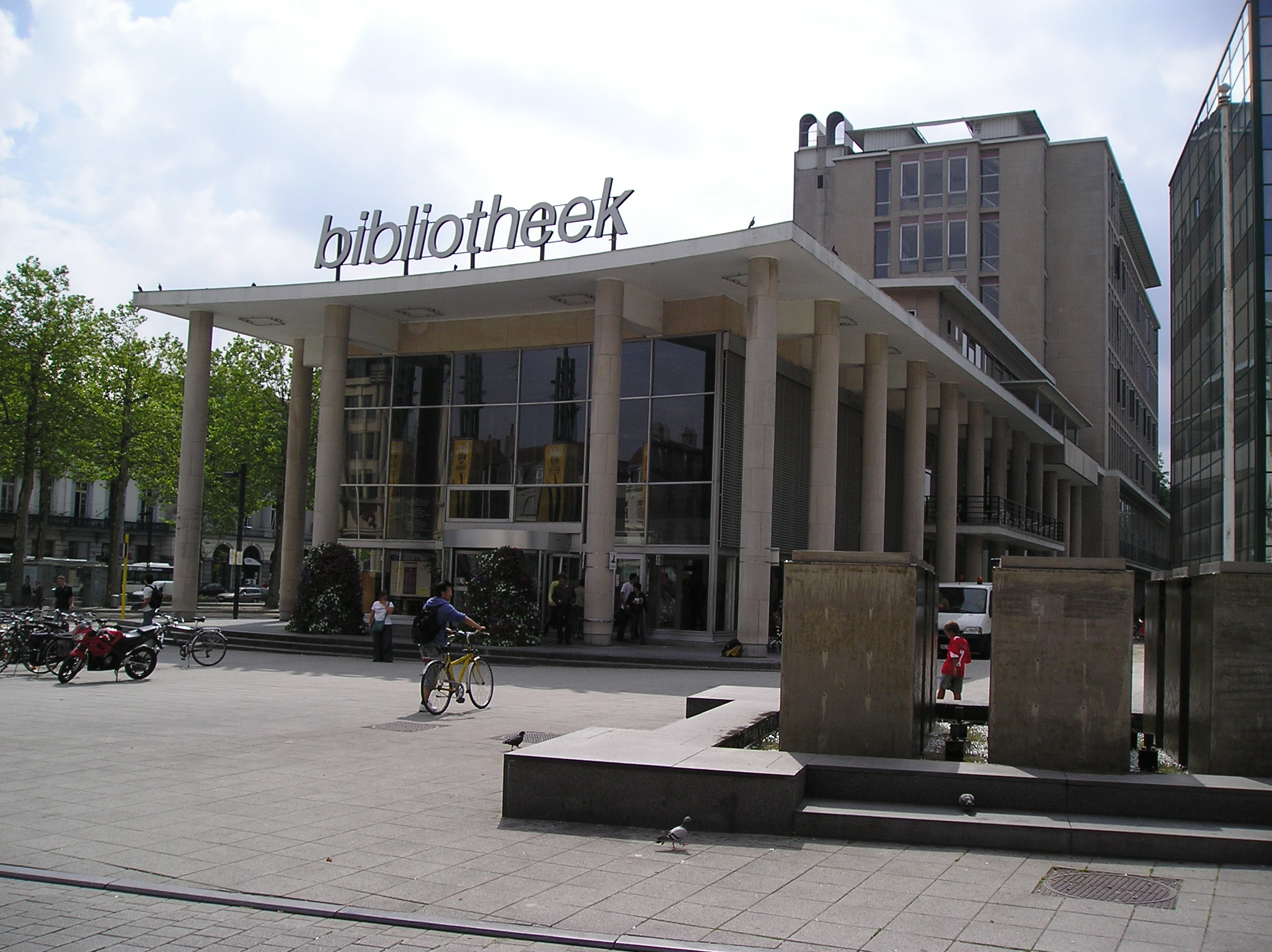
Het gebouw van achtereenvolgens de Elektriciteits-, Gas- en Waterdiensten en de Stadsbibliotheek in Gent (1955)

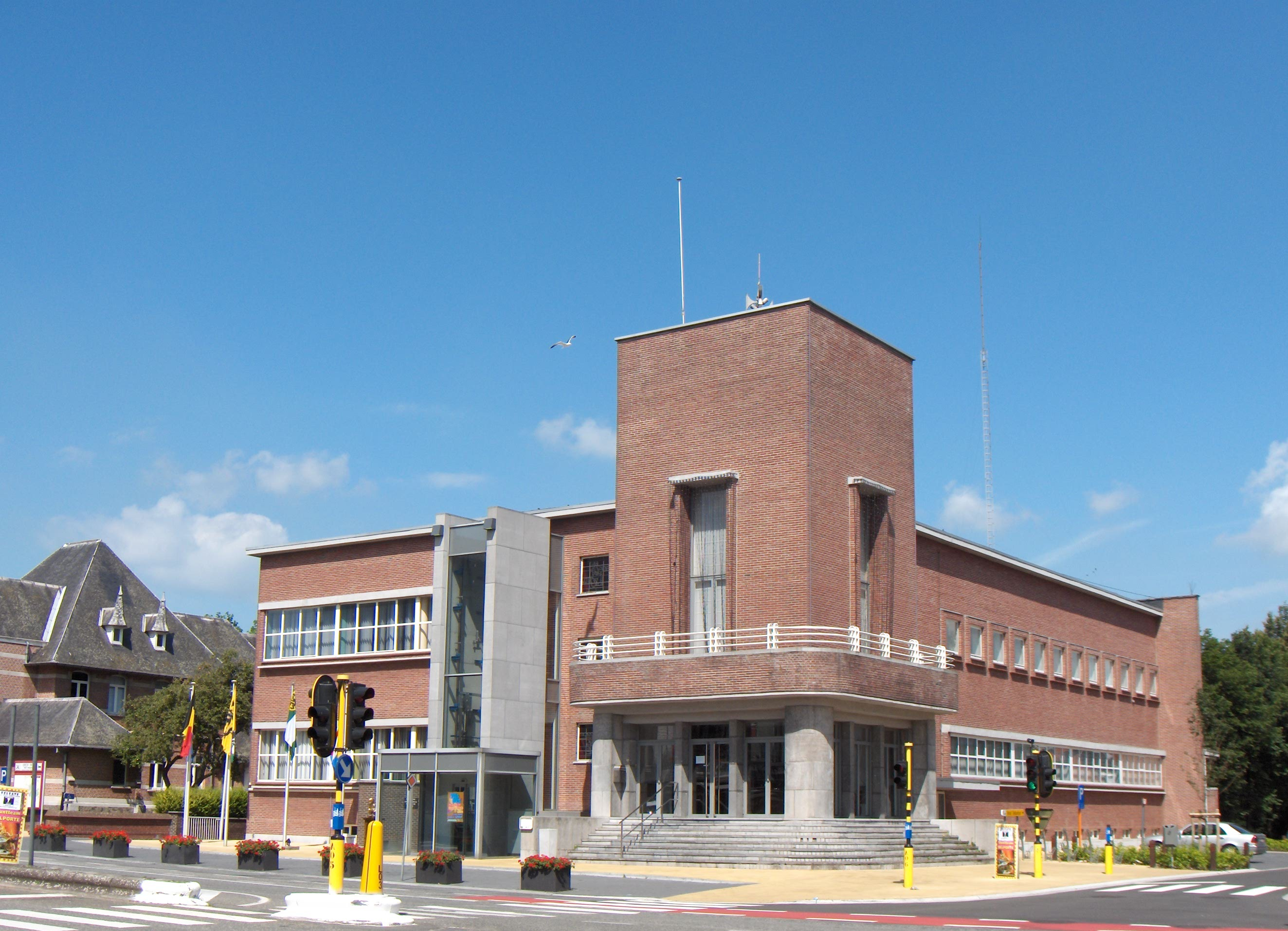
Het gemeentehuis van Zelzate (1938)

Geo Bontinck (Gent, 8 februari 1903 - Eke, 20 juni 1999) was een Belgisch architect en stedenbouwkundige.

## Onderwijs
Bontinck volgde sierkunst en bouwkunst aan de Koninklijke Academie voor Schone Kunsten van Gent. Hij werd er tweemaal laureaat in de vierjaarlijkse grote prijskamp, voor sierkunst in 1921 en voor bouwkunst in 1924. In 1935 werd hij er docent en tussen 1945 en 1968 was hij er directeur. 

## Architectuur
In het begin van zijn loopbaan ontwierp Bontinck villa's en herenhuizen, maar ook meubelontwerpen. Vanaf 1938 was Bontinck stedenbouwkundige en 'esthetisch adviseur' voor de gemeente Zelzate. Hij bouwde er onder meer het gemeentehuis (1938), een bejaardentehuis, een watertoren en sociale woningen. Bontinck werkte ook opdrachten uit voor de socialistische beweging, waaronder sociale appartementsblokken aan de Gentse Watersportbaan (1957) en in de wijk Nieuw Gent (1968- 1978). Een van zijn meest gekende projecten is het gebouw voor de Elektriciteits-, Gas- en Waterdiensten (E.G.W.) van de stad Gent, dat uit 1955 dateert en tussen 1990 en 1992 werd gerenoveerd tot stadsbibliotheek. Samen met zijn zoon Dirk Bontinck tekende hij de plannen van onder meer het Internationaal Congrescentrum (ICC) in Gent.
- Digitale Bibliotheek voor de Nederlandse Letteren: bont049
- Gemeinsame Normdatei: 125185723X
- Nederlandse Thesaurus van Auteursnamen: 07506247X
- RKD-Nederlands Instituut voor Kunstgeschiedenis: 10465
- Union List of Artist Names: 500255082
- Virtual International Authority File: 88601137